# Lohusuu (plaats)
Lohusuu is een plaats in de Estlandse gemeente Mustvee, provincie Jõgevamaa. De plaats telt 317 inwoners (2021) en heeft de status van vlek (Estisch: alevik). Tot in 2017 was de plaats het bestuurscentrum van de gemeente  Lohusuu; in dat jaar fuseerde die gemeente met de gemeenten Avinurme, Kasepää, Mustvee en Saare tot de gemeente Mustvee. Lohusuu werd daarmee overgeheveld van de provincie Ida-Virumaa naar de provincie Jõgevamaa. De vroegere Duitse naam was Lohusu.
In Lohusuu  komt de rivier Avijõgi in het Peipusmeer uit. Daar is de haven van de plaats.

## Geschiedenis
De plaats werd in 1599 voor het eerst vermeld. In de 18e eeuw vestigden zich Russischtalige oudgelovigen op de oostoever van de Avijõgi. Hun gemeenschap kreeg de naam Veneküla (‘Russendorp’). De westoever werd wel Eestiküla (‘Estendorp’) genoemd. Visserij op het Peipusmeer was altijd het belangrijkste middel van bestaan.
In de tijd van het Keizerrijk Rusland lag Lohusuu in het gouvernement Riga (in 1796 herdoopt in gouvernement Lijfland), tegen de grens met het gouvernement Estland aan.
De lutherse kerk in Lohusuu is gebouwd in de jaren 1878-1882 in neogotische stijl. De architect is onbekend. De kerk heeft een altaarstuk van de hand van de schilder Woldemar Friedrich Krüger uit Tartu (1807–1893). Bij de kerk ligt het plaatselijke kerkhof.
De Russisch-orthodoxe Kerk van de Openbaring van de Heer (Estisch: Issanda Ristimise kirik, Russisch: Храм Богоявления Господня) in Lohusuu behoort tot de Estische Orthodoxe Kerk onder het Patriarchaat van Moskou. De kerk is gebouwd in de jaren 1897-1898 onder leiding van de architect Vladimir Lunski en verving een eerdere kerk, die grotendeels van hout was. De Russischtaligen hebben ook een eigen kerkhof, het Lohusuu Veneküla kalmistu.
In 1931 kreeg Lohusuu een monument ter herinnering aan de Estische Onafhankelijkheidsoorlog. In 1940, na de Sovjetbezetting, lieten de autoriteiten het monument afbreken. Het marmer werd na de Tweede Wereldoorlog gebruikt voor een gedenkzuil voor de Grote Vaderlandse Oorlog in Avinurme. In 1990 is het monument opnieuw opgebouwd.

## Geboren
- Otto Wilhelm Masing (1763-1832), predikant en taalkundige

## Foto’s

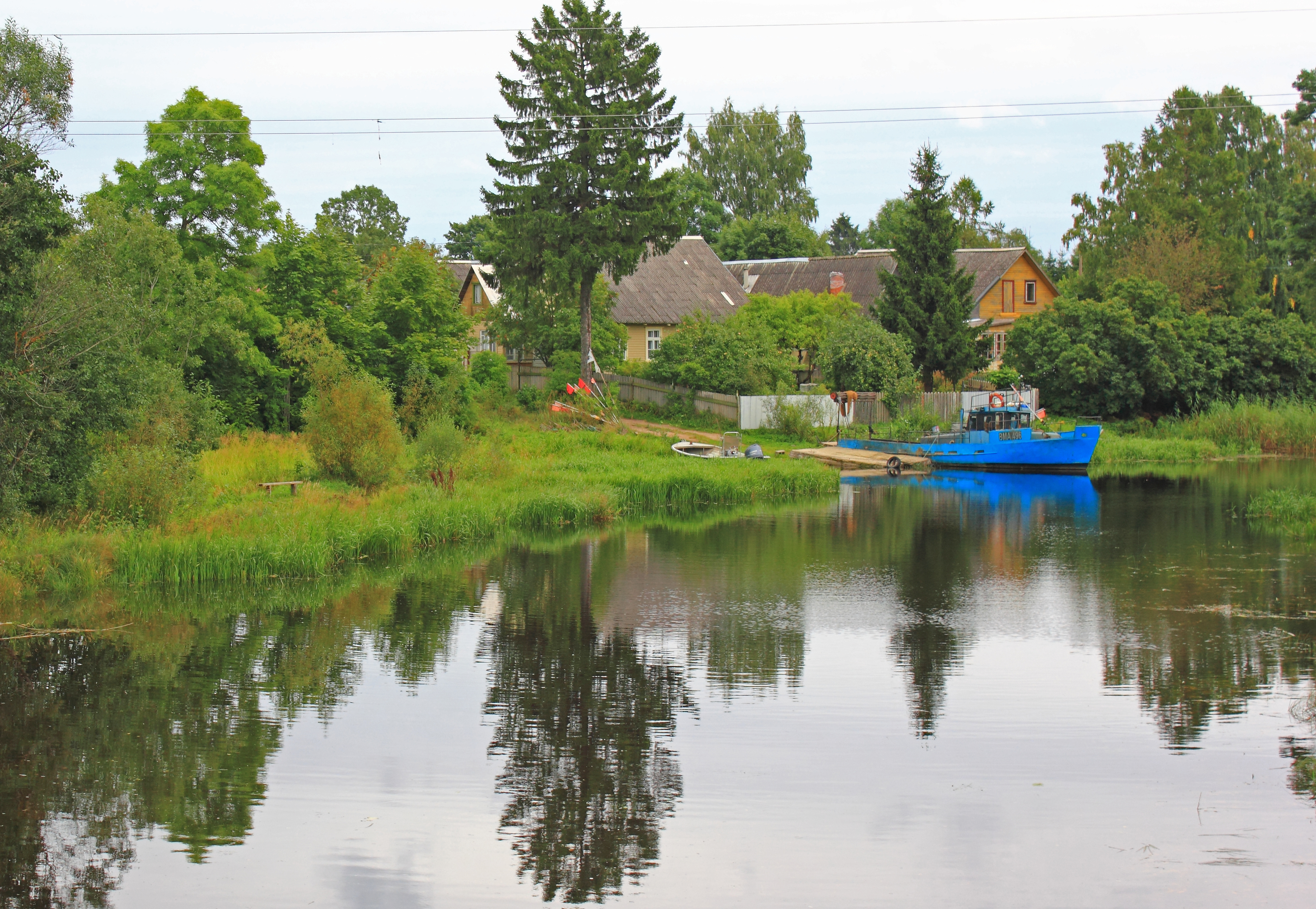
De Avijõgi dicht bij de monding
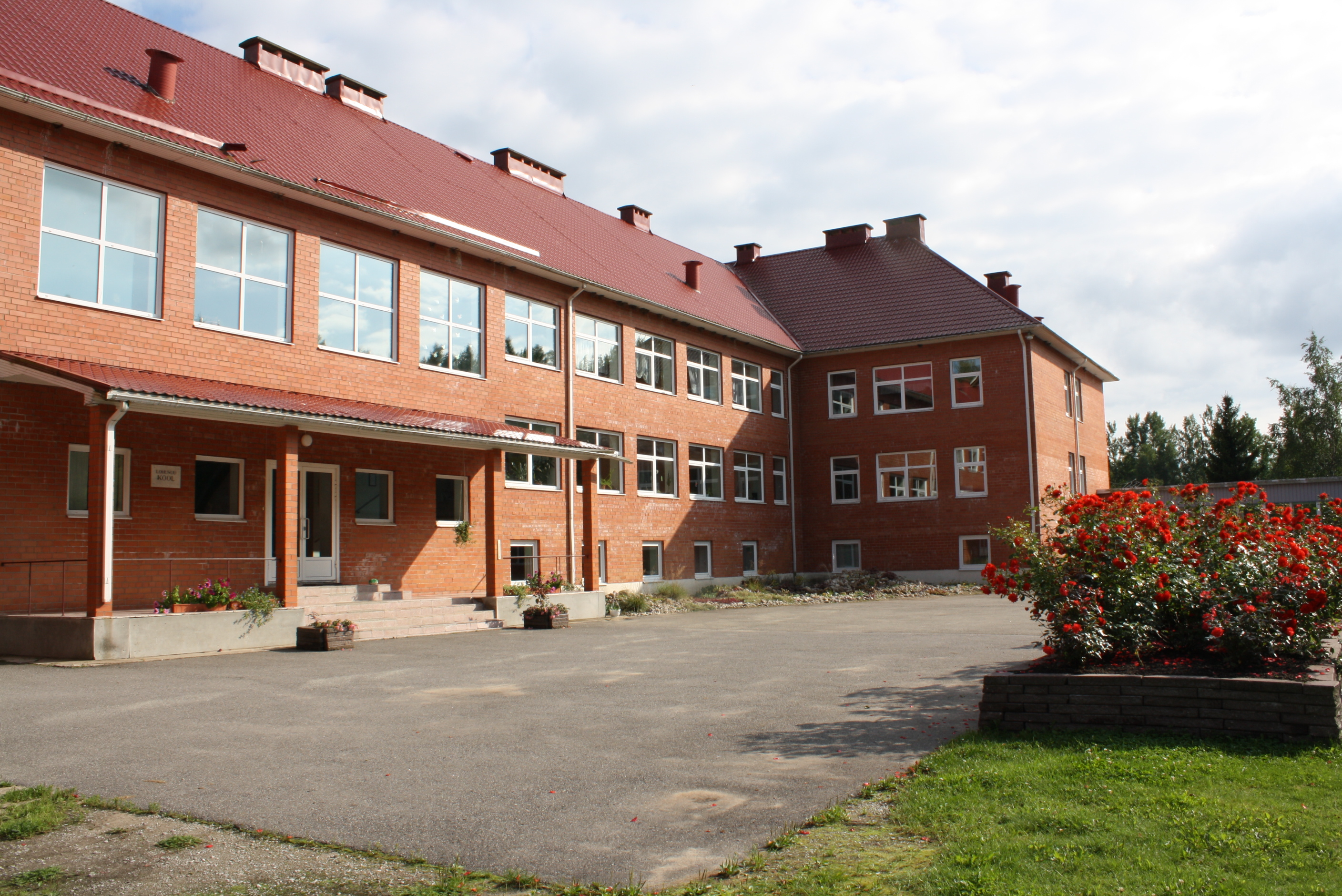
De plaatselijke school
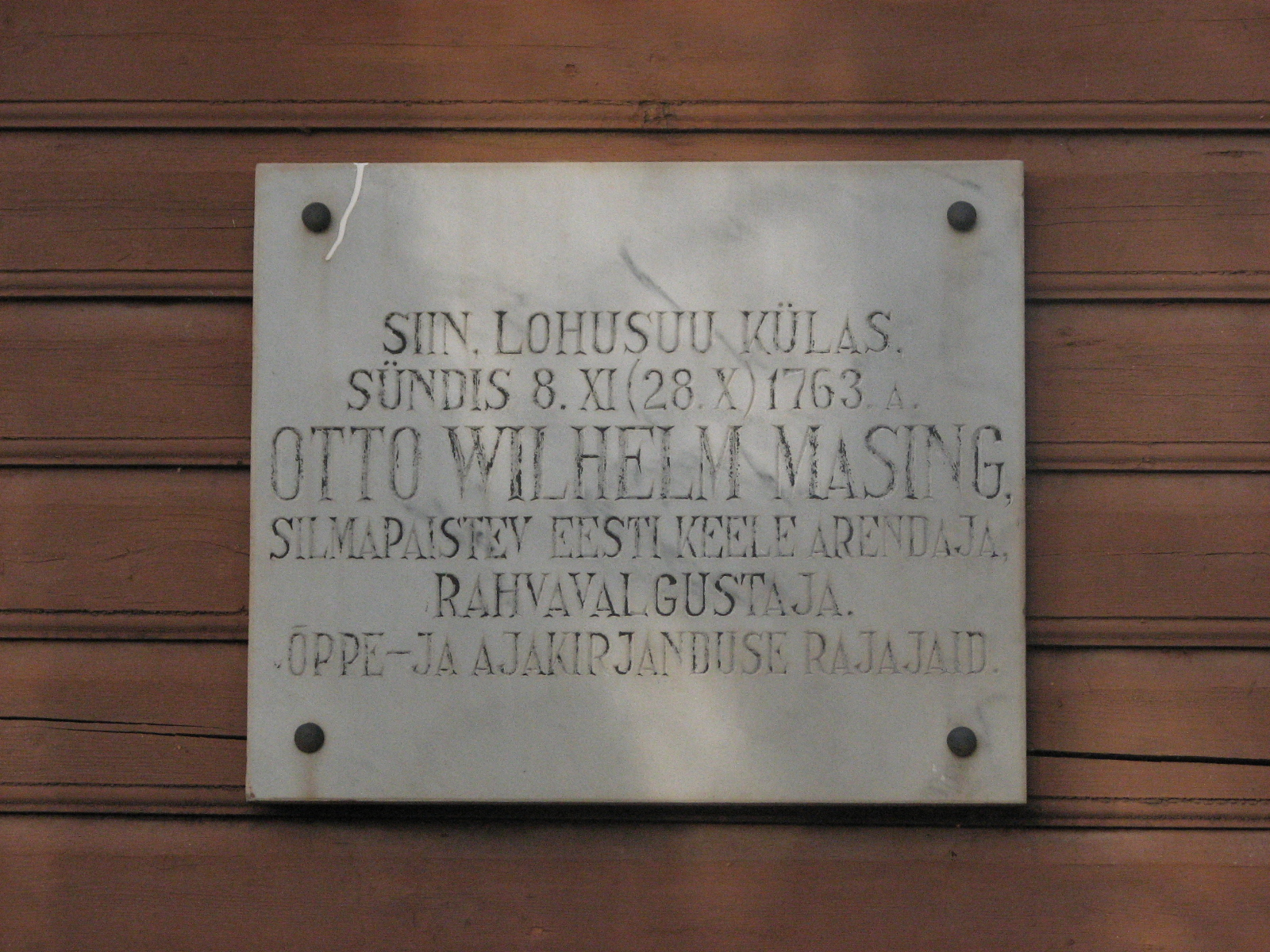
Gedenkplaat voor Otto Wilhelm Masing tegen de muur van de bibliotheek
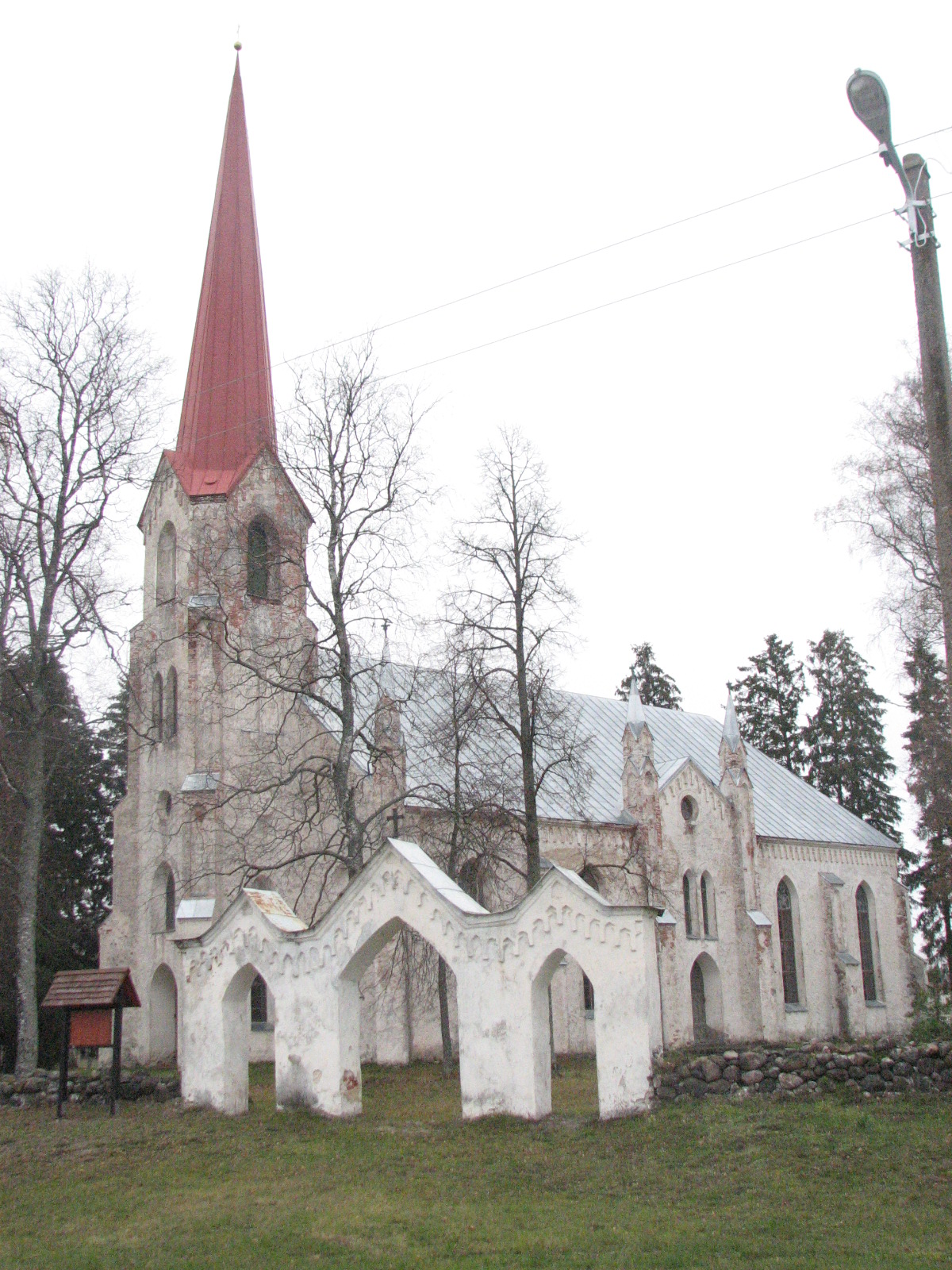
Lutherse kerk
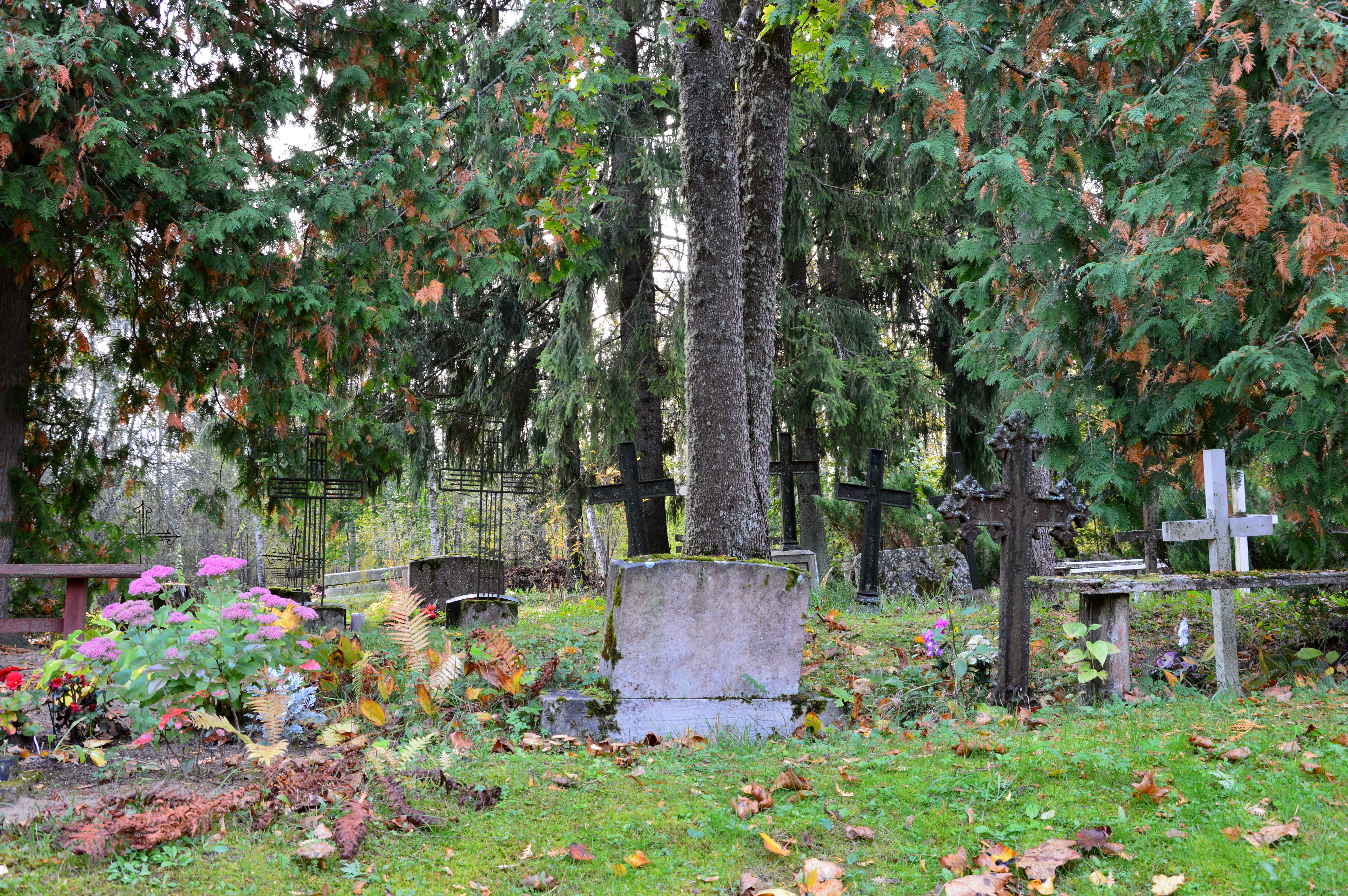
Het kerkhof
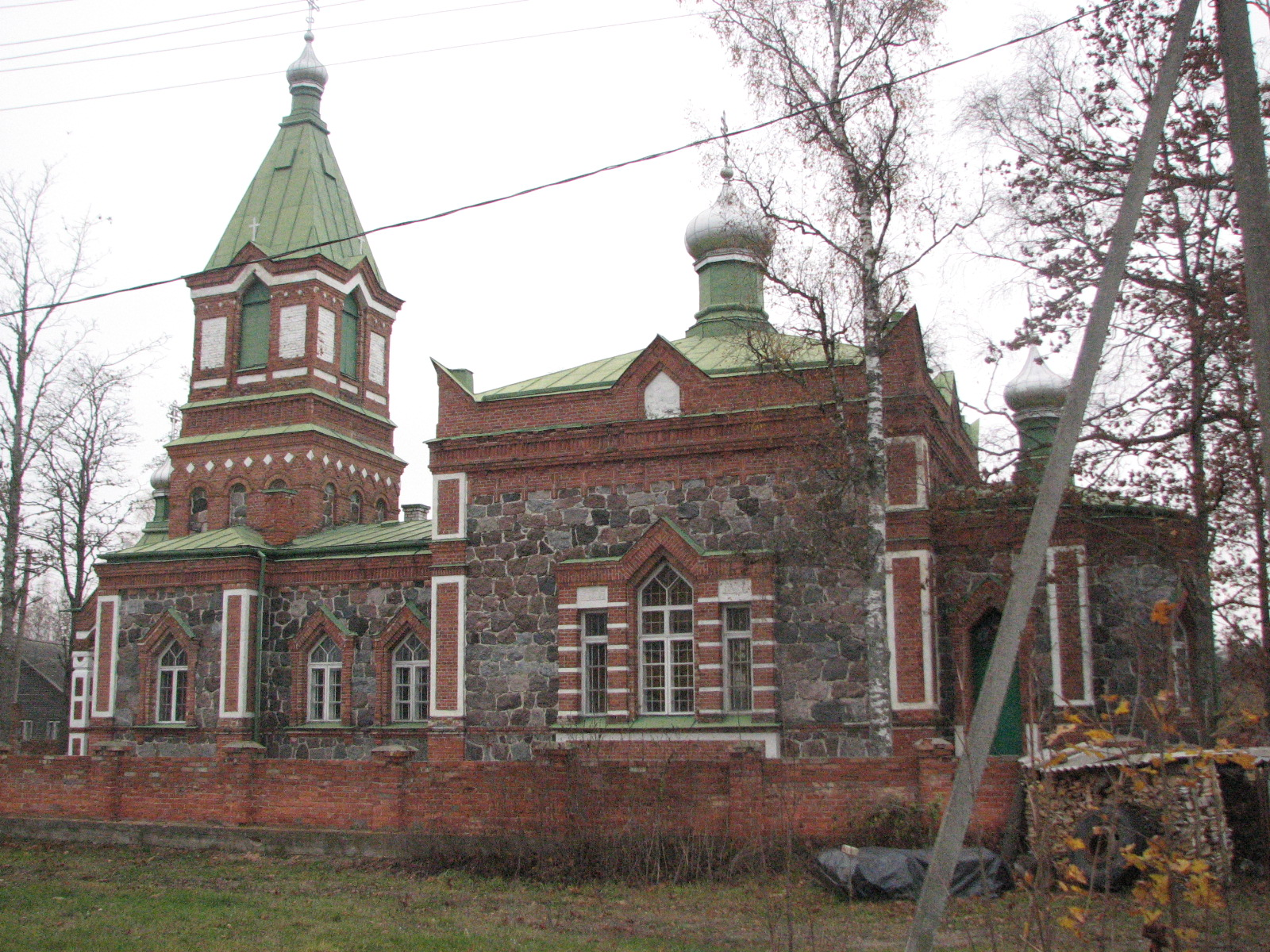
Russisch-orthodoxe kerk
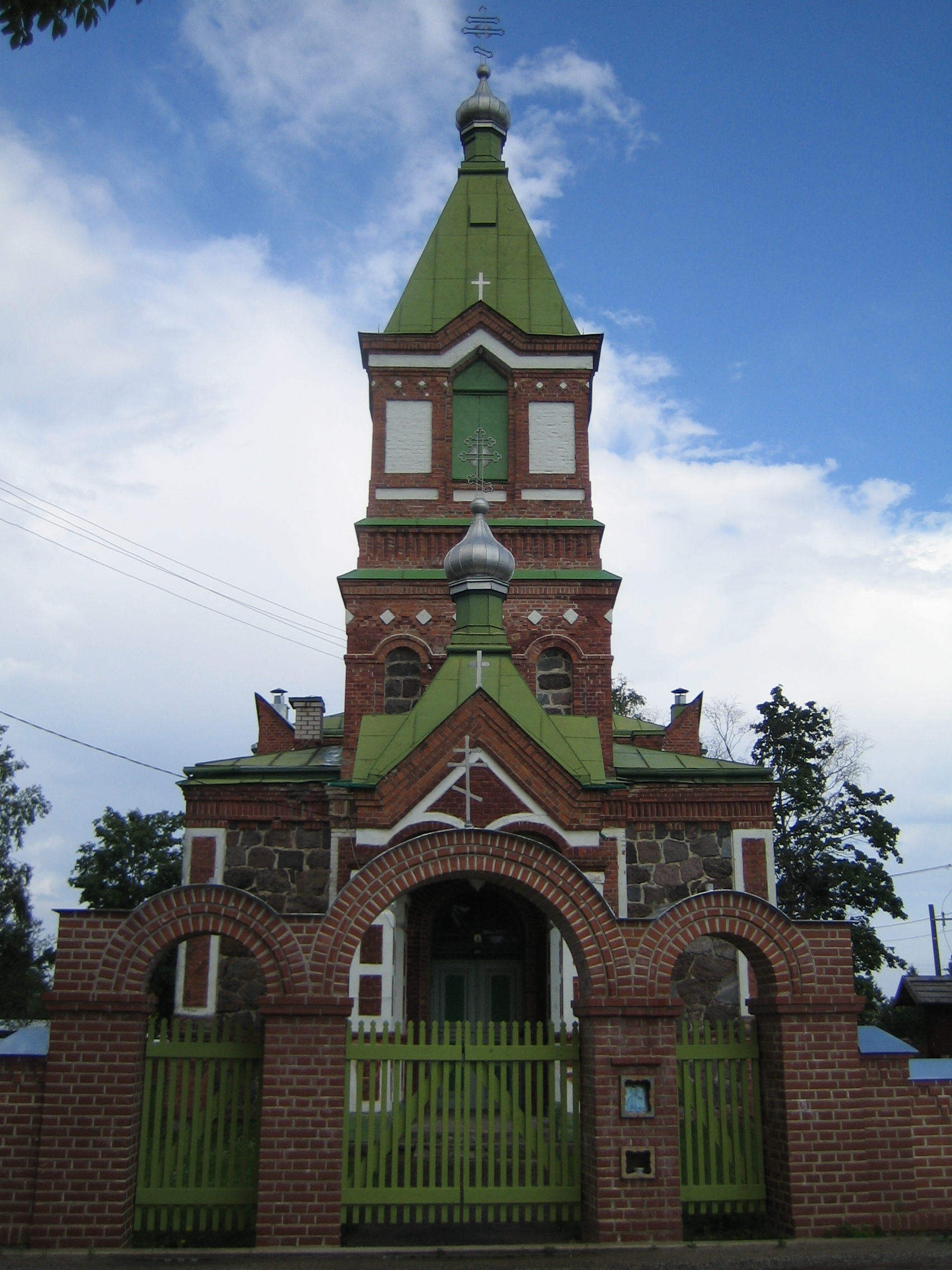
Russisch-orthodoxe kerk, vooraanzicht
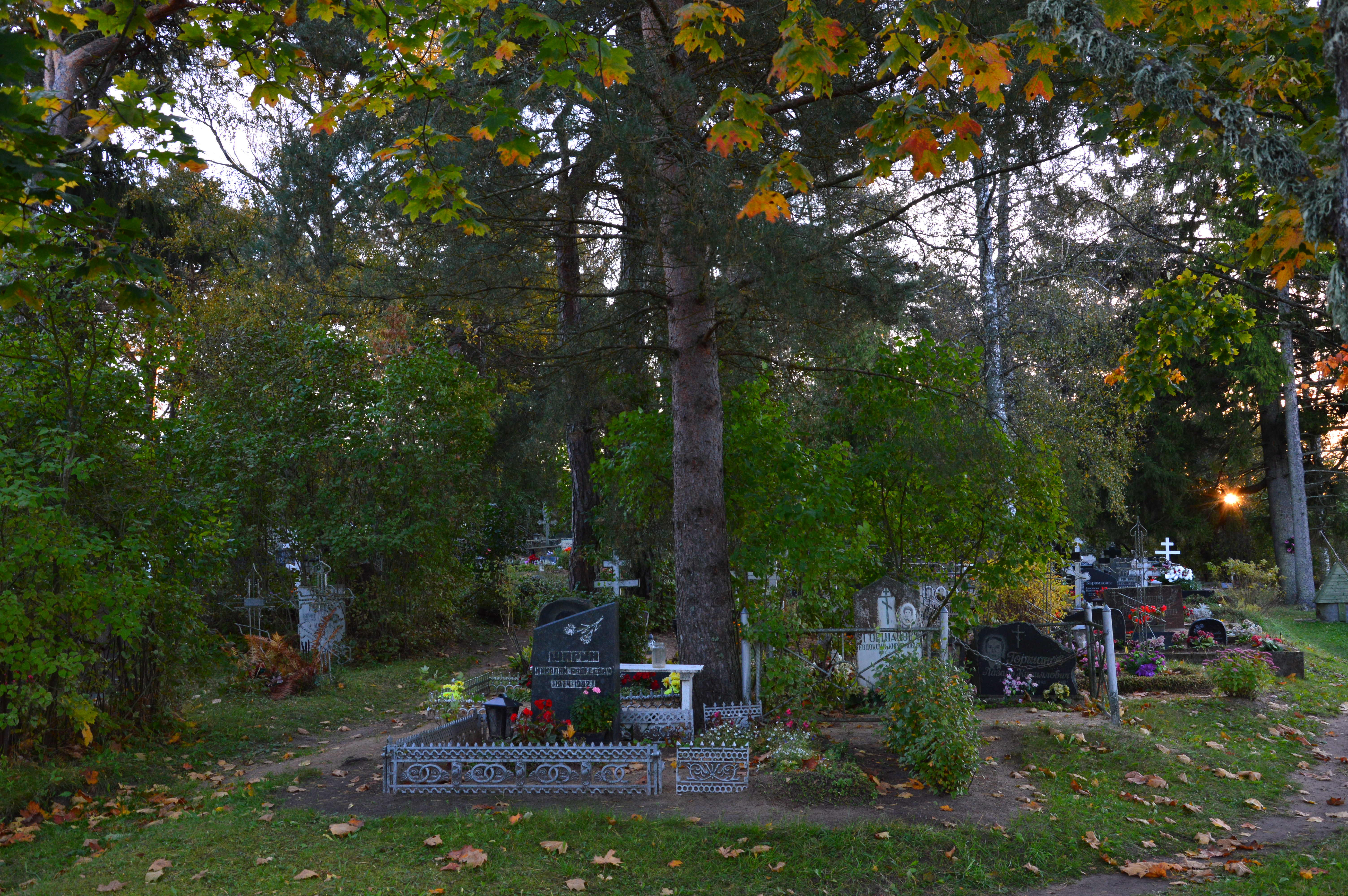
Het Russische kerkhof
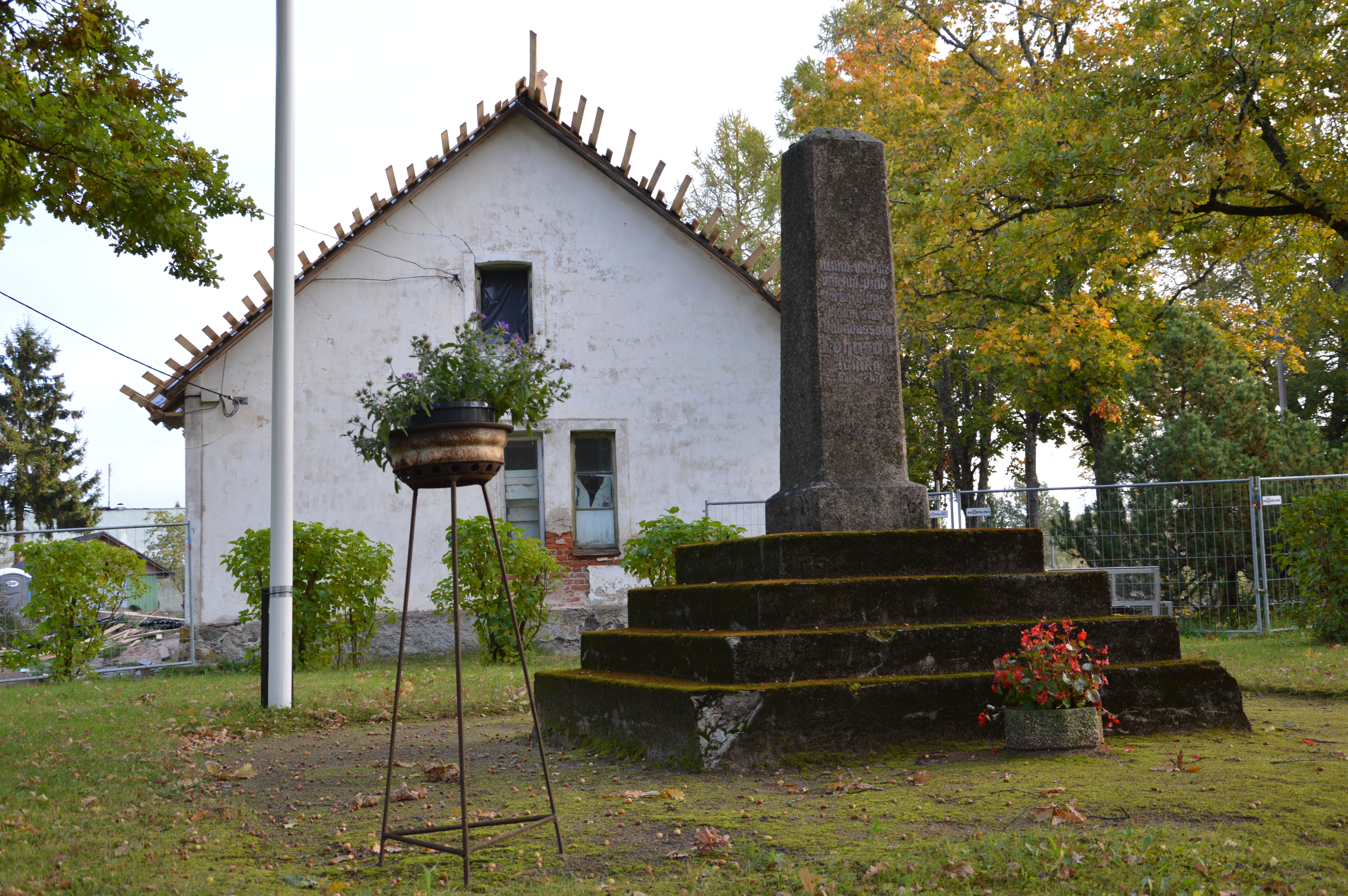
Monument voor de Estische Onafhankelijkheids-oorlog